# جوان غادسدون
جوان مارغريت آن غادسدون (بالإنجليزية: Joan Margaret Anne Gadsdon) (23 أبريل 1923 – 12 أكتوبر 2003) كانت راقصة باليه وممثلة وفنانة أسترالية، وتُعد من **رائدات الباليه الأسترالي المبكر** في أربعينيات القرن العشرين، حيث أدّت أدوارًا بارزة ضمن فرق الباليه الناشئة في البلاد مثل فرقة كيرسوفا وفرقة بوروفانسكي للباليه.

## الحياة المهنية
بدأت غادسدون حياتها الفنية راقصة باليه، وكانت من بين أوائل الفنانين الذين التحقوا بفرقة هيلين كيرسوفا في سيدني، والتي كانت من أولى المحاولات الجادة لتأسيس مدرسة باليه أسترالية مستقلة. لاحقًا، انضمت إلى فرقة بوروفانسكي للباليه، التي أسّسها الفنان الروسي إدوا بوروفانسكي، وساهمت من خلالها في تطوير الذوق الفني العام للجمهور الأسترالي في مجال الباليه.

## التمثيل والفن التشكيلي
لاحقًا، وسّعت غادسدون نطاق إبداعها لتشمل التمثيل المسرحي، وظهرت في أعمال درامية وموسيقية، إلى جانب ممارستها لفن الرسم والتصوير. تميزت لوحاتها بتأثيرات مسرحية وتجريبية، وكانت تعكس خلفيتها الراقصة.

## الإرث
تُذكر غادسدون اليوم ضمن أسماء مؤسسي الفن الراقص في أستراليا، وقد ساهمت جهودها المبكرة في إرساء دعائم الباليه الأسترالي كمجال فني محترف. تُعد من الوجوه النسائية الملهمة التي تجاوزت القيود الاجتماعية لمتابعة مسيرة فنية متعددة الأبعاد في مجالات الباليه، التمثيل، والفن التشكيلي.